# Baumann + Baumann
Baumann + Baumann ist ein international tätiges deutsches Grafik- und Kommunikationsdesignbüro mit Sitz in Schwäbisch Gmünd.

## Geschichte
1978 wurde das Büro für Gestaltung Baumann + Baumann von Barbara Baumann (* 1951) und Gerd Baumann (* 1950) nach ihrem Studium an der Hochschule für Gestaltung in Schwäbisch Gmünd gegründet.
International bekannt wurde das Unternehmen mit dem Corporate-Design- und Orientierungssystem für den Deutschen Bundestag Bonn, den Great Court des British Museum London, mit Ausstellungs- und Messedesign für Daimler AG und IBM. Corporate Design-Konzepte wurden für Kunden wie Siemens AG, WMF AG, Bulthaup, Diakonie Stetten und Internationale Musikschulakademie Kulturzentrum Schloss Kapfenburg entwickelt. 
Barbara und Gerd Baumann sind Ehrenmitglieder des Type Directors Club Tokio, Mitglieder des Type Directors Club New York, waren mehrere Jahre Jury-Mitglieder für den Kieler Woche-Plakatwettbewerb. Sie veranstalten Workshops unter anderem als Gastprofessoren an der Musashino Art University in Tokio.
Das Büro arbeitet zusammen mit Gestaltern und Architekten wie Otl Aicher, Kurt Weidemann, Foster + Partners, Behnisch & Partner, Richard Meier, Auer + Weber + Assoziierte, Hascher Jehle Architektur, 4a Architekten.

## Auszeichnungen
Das Büro Baumann + Baumann erhielt nationale und internationale Auszeichnungen wie den Designpreis der Bundesrepublik Deutschland für das Corporate Identity „Internationale Musikschulakademie Kulturzentrum Schloss Kapfenburg“, den „best of the best“ red dot Design Award für „Einsechsundzwanzigbuchstabenbuch“, die Silbermedaille des Art Directors Club Deutschland und den Preis „Die schönsten deutschen Bücher“ für das Buch „lechts rinks - Orientierung zwischen Architektur und Parlament Deutscher Bundestag Bonn“, den iF Communication Design Award für „Marbach Schillerhöhe“, den Josef Binder Award Austria in Gold; eine Plakatgestaltung wurde mit der Henri-de-Toulouse-Lautrec-Silbermedaille gewürdigt und 1995 gewann das Büro den Kieler Woche-Plakatwettbewerb.

## Werke
- Kari Voutilainen - Horlogerie d´Art. Jean Genoud SA, Le Mont-sur-Lausanne (Schweiz) 2013, ISBN 978-2-9700731-4-7.
- Haldimann Horology. Stämpfli Verlag, Bern (Schweiz) 2012, ISBN 978-3-7272-1147-8.
- Twelve faces of time - Horological virtuosos. teNeues Verlag, Kempen 2010, ISBN 978-3-8327-9373-9.
- Siemens industrial design - 100 Jahre Kontinuität im Wandel. Hatje Cantz Verlag, Stuttgart 2006, ISBN 3-7757-9181-7.
- Wortbilder - Semantische Typografie. Niggli Verlag, Sulgen (Schweiz) 2005, ISBN 3-7212-0560-X.
- Setzen, sechs? Gesichter und Geschichten einer traditionsreichen Schule: 100 Jahre Parler-Gymnasium Schwäbisch Gmünd. Einhorn-Verlag, Schwäbisch Gmünd 2004, ISBN 3-936373-13-2.
- Einsechsundzwanzigbuchstabenbuch. Hatje Cantz Verlag, Stuttgart 2003, ISBN 3-7757-9149-3.
- Spiel-Räume, room to move. Hatje Cantz Verlag, Stuttgart 2002, ISBN 3-7757-0942-8.
- Architektur und Demokratie - Bauen für die Politik von der amerikanischen Revolution bis zur Gegenwart. Hatje Cantz Verlag, Stuttgart 1996, ISBN 3-7757-0402-7.
- lechts rinks - Orientierung zwischen Architektur und Parlament Deutscher Bundestag Bonn. Hatje Cantz Verlag, Stuttgart 1995, ISBN 3-7757-0587-2.